# Chilenische Fußballnationalmannschaft der Frauen/Olympische Spiele
Der Artikel beinhaltet eine ausführliche Darstellung der chilenischen Fußballnationalmannschaft der Frauen bei den Olympischen Sommerspielen. Die Chileninnen nahmen erstmals 2021 am Turnier der Frauen teil.

## Die Nationalmannschaft bei den Olympischen Spielen

### Übersicht
| Olympische Spiele in | Teilnahme bis …    | Gegner                        | Ergebnis | Trainer       | Bemerkungen und Besonderheiten |
| -------------------- | ------------------ | ----------------------------- | -------- | ------------- | --- |
| Atlanta 1996         | nicht qualifiziert |                               |          |               | Da Chile nicht für die WM 1995 qualifiziert war, konnte sich die Mannschaft nicht für die Olympischen Spiele qualifizieren.                                                                     |
| Sydney 2000          | nicht qualifiziert |                               |          |               | Da Chile nicht für die WM 1999 qualifiziert war, konnte sich die Mannschaft nicht für die Olympischen Spiele qualifizieren.                                                                     |
| Athen 2004           | nicht qualifiziert |                               |          |               | Die Chileninnen konnten sich bei einem Turnier in Lima nicht für die Finalrunde der Südamerikameisterschaft 2003 qualifizieren und damit auch nicht für die Olympischen Spiele in Griechenland. |
| Peking 2008          | nicht qualifiziert |                               |          |               | Nach der Gruppenphase der Fußball-Südamerikameisterschaft der Frauen 2006 ausgeschieden und damit nicht für die Spiele in China qualifiziert.                                                   |
| London 2012          | nicht qualifiziert |                               |          |               | Bei der Südamerikameisterschaft 2010 als Dritter die Qualifikation verpasst |
| Rio de Janeiro 2016  | nicht qualifiziert |                               |          |               | Nach der Gruppenphase der Fußball-Südamerikameisterschaft der Frauen 2010 ausgeschieden und damit nicht für die Spiele in China qualifiziert.                                                   |
| Tokio 2020           | Vorrunde           | Großbritannien, Kanada, Japan | –        | José Letelier | Als letzte Mannschaft über die interkontinentalen Playoffs qualifiziert. Nach 3 Niederlagen ausgeschieden                                                                                       |
| Paris 2024           | nicht qualifiziert |                               |          |               | Durch den dritten Platz in der Gruppe bei der Copa América der Frauen 2022 nicht qualifiziert.                                                                                                  |

## Die Turniere

### Olympia 1996 in Atlanta
Für das erste olympische Fußballturnier der Frauen waren neben Gastgeber USA nur die weiteren sieben besten Mannschaften der WM 1995 bzw. Brasilien für die nicht startberechtigten Engländerinnen qualifiziert. Da Chile als Dritter der Südamerikameisterschaft 1995 nicht für die WM qualifiziert war, konnte sich die Mannschaft nicht für die Olympischen Spiele qualifizieren.

### Olympia 2000 in Sydney
Für das zweite olympische Turnier waren neben dem Gastgeber wieder nur die sieben besten Mannschaften der WM 1999 qualifiziert. Da Chile bei der Südamerikameisterschaft 1998 als Gruppenvierter nach der Vorrunde ausschied, war die Mannschaft wieder nicht für die WM qualifiziert und konnte sich daher erneut nicht für die Olympischen Spiele qualifizieren.

### Olympia 2004 in Athen
Chile musste sich für das dritte olympische Frauenfußballturnier über die Fußball-Südamerikameisterschaft der Frauen 2003 qualifizieren. Dafür mussten sich die Chileninnen bei einem Turnier in Lima qualifizieren, wo sie aber sowohl gegen Gastgeber Peru als auch Bolivien verloren. Für die Olympischen Spiele war aber nur der Südamerikameister qualifiziert.

### Olympia 2008 in Peking
Für das Turnier in Peking galt die Fußball-Südamerikameisterschaft der Frauen 2006 als Qualifikationsturnier und der Südamerikameister qualifizierte sich für Peking. Chile schied nach der Gruppenphase nach Niederlagen gegen Argentinien, Ecuador sowie Uruguay und einem Sieg gegen Kolumbien aus.

### Olympia 2012 in London
Wie vier Jahre zuvor galt wieder die Fußball-Südamerikameisterschaft als Qualifikationsturnier und diesmal standen den Südamerikanerinnen zwei direkte Startplätze zu. Chile konnte in der Vorrunde gegen Bolivien, Ecuador und Peru gewinnen und wurde trotz einer Niederlage gegen Argentinien Gruppensieger. In der Finalrunde erreichten sie zwei Remis gegen Argentinien und Kolumbien, verloren aber das letzte Spiel gegen Brasilien und belegten nur den dritten Platz – immerhin ihr bestes Ergebnis bei Südamerikameisterschaften bis dahin.

### Olympia 2016 in Rio de Janeiro
Für das Turnier in Rio de Janeiro war die Südamerikameisterschaft von 2014 die entscheidende Hürde. Zwar konnte Chile Argentinien und Bolivien in der Vorrunde besiegen, verlor dann aber gegen Brasilien und Paraguay, wodurch die Finalrunde verpasst wurde.

### Olympia 2020 in Tokio
Für das Turnier in Tokio war die Copa América der Frauen 2018 die erste Hürde.
Chile startete in der Vorrunde mit zwei Remis gegen Paraguay und Kolumbien, gewann dann gegen Uruguay und Peru, so dass die Finalrunde erreicht wurde. Hier verloren sie zunächst gegen Brasilien mit 1:3, erreichten gegen Kolumbien ein torloses Remis und gewannen das letzte Spiel gegen Argentinien mit 4:0. Damit waren sie als Vizemeister für die WM 2019 qualifiziert, mussten aber, um an den Olympischen Spielen in Tokio teilnehmen zu können, in die interkontinentalen Playoffs gegen den Zweiten der Afrika-Qualifikation. Aufgrund der COVID-19-Pandemie wurden die Spiele in Japan um ein Jahr verschoben und auch die Play-off-Spiele konnten erst im April 2021 stattfinden und wurden auf neutralem Boden in der Türkei ausgetragen. Nach einem 2:1-Sieg im ersten Spiel reichte den Chileninnen gegen Kamerun ein torloses Remis im zweiten Spiel um die letzte Hürde zu überwinden und sich das letzte Olympiaticket zu sichern. Bei den Spielen in Japan konnten sie kein Spiel gewinnen, verloren aber zweimal nur knapp.

### Olympia 2024 in Paris
Für das Turnier in Paris war die Copa América der Frauen 2022 die entscheidende Hürde.
Chile belegte in der Gruppenphase nur den dritten Platz, verpasste damit die K.-o-Runde und da nur die beiden Finalisten für die Olympischen Spiele qualifiziert sind, finden diese ohne Chile statt.

## Statistiken

### Bilanz gegen die Olympiasieger bei Olympischen Spielen
- Deutschland: 0 Spiele
- Kanada: 1 Spiel – 1 Niederlage – 1:2 Tore
- Norwegen: 0 Spiele
- USA: 0 Spiele

## Spiele
Chile bestritt bisher drei Spiele bei den Olympischen Spielen – alle wurden verloren.
Chile spielte bisher gegen Mannschaften von drei anderen Konföderationen, aber bisher nur gegen den asiatischen Meister und traf noch nicht auf den amtierenden Weltmeister.
| Nr. | Datum      | Ergebnis | Gegner                 | Austragungsort | A/H/* | Anlass       | Bemerkung                         |
| --- | ---------- | -------- | ---------------------- | -------------- | ----- | ------------ | --------------------------------- |
| 1   | 21.07.2021 | 0:2      | Vereinigtes Königreich | Sapporo (JPN)  | *     | Gruppenspiel | Erstes Spiel gegen Großbritannien |
| 2   | 24.07.2021 | 1:2      | Kanada                 | Sapporo (JPN)  | *     | Gruppenspiel |                                   |
| 3   | 27.07.2021 | 0:1      | Japan                  | Rifu (JPN)     | A     | Gruppenspiel |                                   |

## Rekorde
Die chilenische Mannschaft kassierte gegen diese Länder ihre höchste Niederlage bei Olympischen Spielen:
- Vereinigtes Königreich 0:2 Vorrunde 2021 – einziges Spiel gegen Großbritannien
- Kanada 1:2 Vorrunde 2021 – erste Niederlage gegen Kanada
- Japan 0:1 Vorrunde 2021 – erste Niederlage gegen Japan